# 胡贝图斯·施密特
胡贝图斯·施密特（德語：Hubertus Schmidt，1959年10月8日—），德国男子马术运动员，主攻盛装舞步。他曾代表德国参加2004年夏季奥林匹克运动会马术比赛，获得团体盛装舞步赛金牌。